# Mozartプログラミングシステム
Mozartプログラミングシステムは、Mozartコンソーシアムが開発した、プログラミング言語Ozのマルチプラットフォームの実装である。
Mozartプログラミングシステムは、分散コンピューティングのアプリケーションソフトウェアと並行処理を行うアプリケーションソフトウェアを開発することにおいて、優れている。
その理由は、Mozartプログラミングシステムは、コンピュータネットワークについて完全に透過にすることができるからである。
Mozartプログラミングシステムでは、Tcl/Tkを統合することにより、グラフィカルユーザインタフェースを備えたアプリケーションソフトウェアを開発することができる。
Mozartプログラミングシステムでは、仮想機械 (仮想マシン) 上でアプリケーションソフトウェアを動かすため、アプリケーションソフトウェアをいったん開発することができたら、多くの異なるプラットフォームでそのソフトウェアを動かすことができる。